# Bratislava (region)
 For alternative betydninger, se Bratislava. (Se også artikler, som begynder med Bratislava)
Bratislava (slovakisk Bratislavský kraj) er en af Slovakiets otte administrative regioner, beliggende i landets sydvestlige del. Regionen har et areal på 2.053 km² og en befolkning på 603.699 indbyggere (2005). Regionens hovedby er Slovakiets hovedstad Bratislava og består af otte distrikter (okresy).